# Crary, North Dakota
Crary, North Dakota (енгл. Crary) град је у америчкој савезној држави Северна Дакота.

## Демографија
По попису из 2010. године број становника је 142, што је 7 (-4,7%) становника мање него 2000. године.
| Група             | 2000.       | 2010.       |
| Белци             | 144 (96,6%) | 133 (93,7%) |
| Афроамериканци    | 0 (0,0%)    | 0 (0,0%)    |
| Азијати           | 0 (0,0%)    | 0 (0,0%)    |
| Хиспаноамериканци | 0 (0,0%)    | 3 (2,1%)    |
| Укупно            | 149         | 142         |